# 布萨克
布萨克（法語：Boussac，法語發音：[busak]），法国中部市镇，位于新阿基坦大区克勒兹省，隶属于欧比松区，其市镇面积为1.48平方公里，2022年1月1日时人口数量为1,239人，在法国城市中排名第8,187位。
布萨克位于克勒兹省东北部，小克勒兹河与贝鲁河（Le Béroux）的交汇处，是一个区域性的中心市镇，因当地的大型预制板生产企业而闻名。

## 地名来源
“Boussac”一名最初以“Bociacus”或“Bociacum”的形式被记载，该名称来源于拉丁语人名“Bocius”，其生平尚有待考证。

## 历史

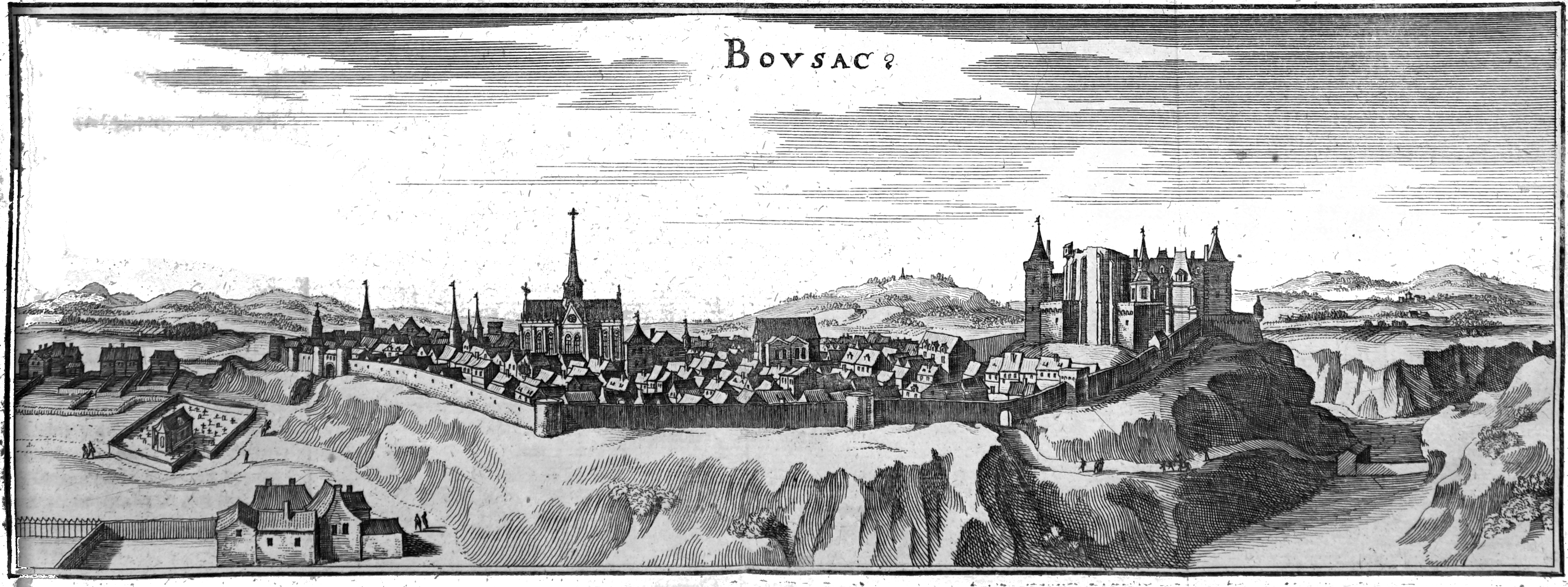
17世纪的布萨克

根据当地官方网站的论述，布萨克在古典时期就已形成聚落。彼时，一条罗马道路由此通过，并在小克勒兹河与贝鲁河（Le Béroux）的交汇处设有一处驿站，此乃布萨克的城市建设开端。约公元350年，汪达尔人入侵这一区域并烧毁了布萨克。中世纪时，布萨克长期为贝里的一部分，代奥勒及布罗斯领主曾在此建有城堡。英法百年战争期间，法国元帅让·德·布罗斯逝世于布萨克城堡内。1552年，卢森堡-马蒂格的塞巴斯蒂安继承了布萨克。1640年，布萨克领主获得男爵头衔。法国大革命后，布萨克成为克勒兹省的一个市镇，并在1795至1800年间为该省的一个地区行署，后改建为副省会。工业革命期间，途径布萨克的尚皮耶-于尔西耶－拉沃弗朗什铁路建成通车。1926年，根据庞加莱改革方案，布萨克副省会被撤销，原布萨克区被拆分，其中包括布萨克在内的大部分区域被划入欧比松区。1939年，布萨克的铁路客运服务被终止，途径该地的铁路线于1992年彻底被废弃。

## 地理

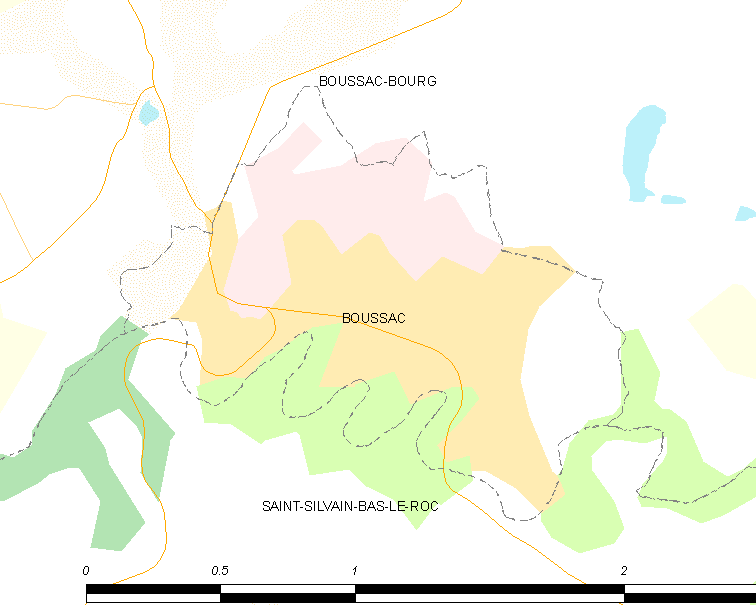
布萨克市镇范围地图

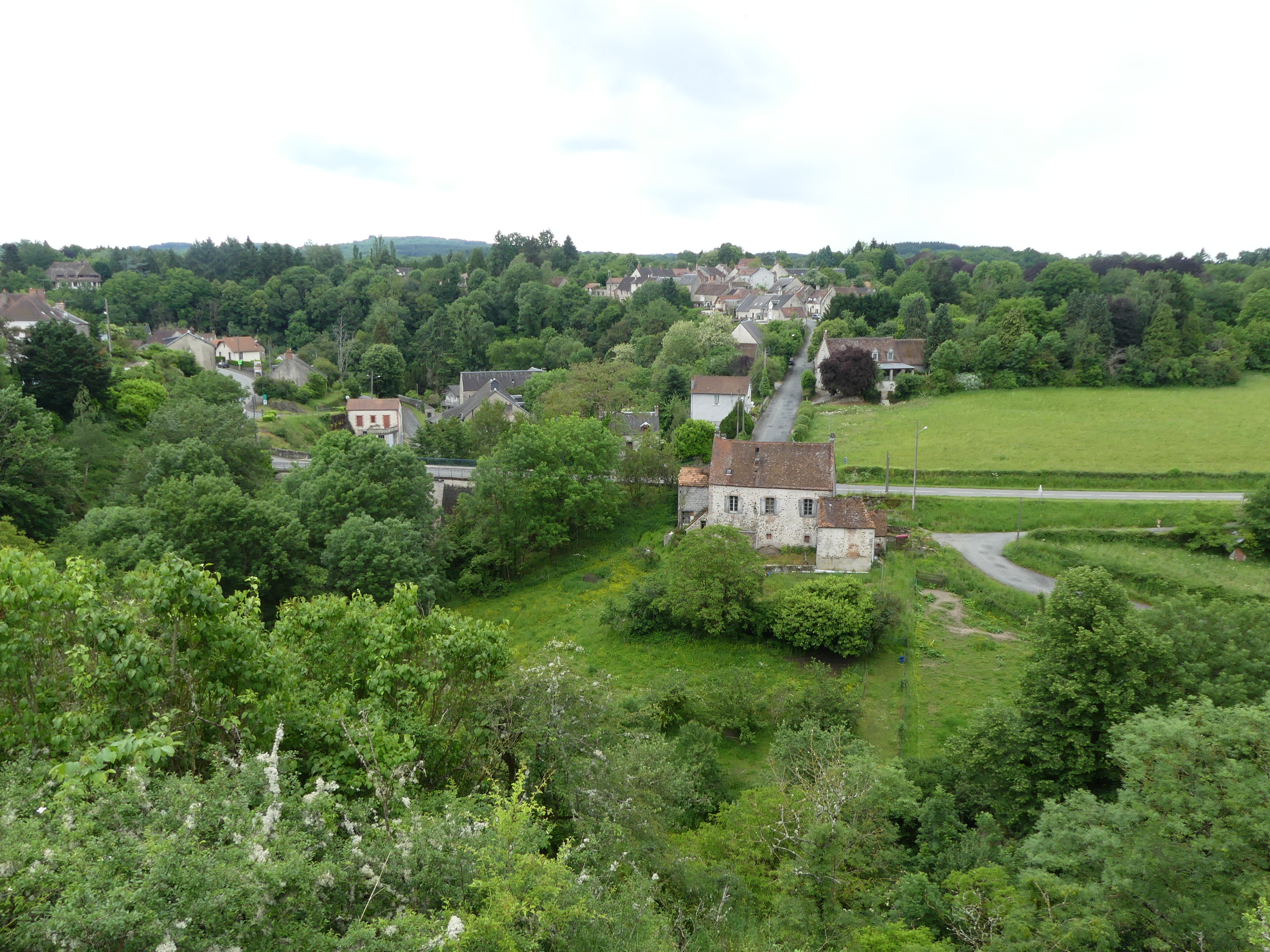
布萨克附近的自然景观

布萨克位于法国中部，新阿基坦大区东北部和克勒兹省东北部，距离省会盖雷大约40公里。与布萨克接壤的市镇包括：布萨克堡、圣西尔万巴勒罗克。

### 地形
布萨克位于法国中央高原西北部边缘，马尔什山脉腹地，境内以平原和浅丘为主，市镇中心地势较为平坦，全境海拔在335到395米之间。

### 水文
布萨克位于卢瓦尔河流域范围内，小克勒兹河自东南向西流经境内，其右岸支流贝鲁河（Le Béroux）在此与其交汇。

### 植被
布萨克属于温带阔叶混交林区，林地广泛分布于河流附近。
在鲜花城市的评比中，布萨克暂未被评级。

### 气候
布萨克在柯本气候分类法中属于温带海洋性气候，因当地海拔相对偏高，故当地气候又有一定的山地特征。
布萨克境内设有常年气象站，以下为该气象站的数据（其中日照数据取自盖雷气象站）：
| 布萨克1981年－2019年 | 布萨克1981年－2019年 | 布萨克1981年－2019年 | 布萨克1981年－2019年 | 布萨克1981年－2019年 | 布萨克1981年－2019年 | 布萨克1981年－2019年 | 布萨克1981年－2019年 | 布萨克1981年－2019年 | 布萨克1981年－2019年 | 布萨克1981年－2019年 | 布萨克1981年－2019年 | 布萨克1981年－2019年 | 布萨克1981年－2019年 |
| 月份                 | 1月                  | 2月                  | 3月                  | 4月                  | 5月                  | 6月                  | 7月                  | 8月                  | 9月                  | 10月                 | 11月                 | 12月                 | 全年                 |
| -------------------- | -------------------- | -------------------- | -------------------- | -------------------- | -------------------- | -------------------- | -------------------- | -------------------- | -------------------- | -------------------- | -------------------- | -------------------- | -------------------- |
| 历史最高温 °C（°F）  | 19.4 (66.9)          | 23.3 (73.9)          | 24.6 (76.3)          | 29.4 (84.9)          | 32.9 (91.2)          | 37 (99)              | 38.9 (102.0)         | 40.3 (104.5)         | 35 (95)              | 28.9 (84.0)          | 26.7 (80.1)          | 18.9 (66.0)          | 40.3 (104.5)         |
| 平均高温 °C（°F）    | 7.3 (45.1)           | 8.6 (47.5)           | 12.3 (54.1)          | 15.3 (59.5)          | 19.5 (67.1)          | 23.3 (73.9)          | 25.1 (77.2)          | 25.2 (77.4)          | 21.1 (70.0)          | 17.2 (63.0)          | 10.7 (51.3)          | 7.1 (44.8)           | 16.1 (61.0)          |
| 日均气温 °C（°F）    | 3.6 (38.5)           | 4.4 (39.9)           | 6.9 (44.4)           | 9.6 (49.3)           | 13.6 (56.5)          | 17.1 (62.8)          | 18.7 (65.7)          | 18.7 (65.7)          | 14.8 (58.6)          | 12 (54)              | 6.8 (44.2)           | 3.7 (38.7)           | 10.8 (51.4)          |
| 平均低温 °C（°F）    | −0.1 (31.8)          | 0.1 (32.2)           | 1.6 (34.9)           | 3.9 (39.0)           | 7.8 (46.0)           | 10.8 (51.4)          | 12.3 (54.1)          | 12.2 (54.0)          | 8.6 (47.5)           | 6.9 (44.4)           | 2.8 (37.0)           | 0.3 (32.5)           | 5.6 (42.1)           |
| 历史最低温 °C（°F）  | −14.8 (5.4)          | −16.1 (3.0)          | −15.2 (4.6)          | −4.9 (23.2)          | −1.5 (29.3)          | 2.3 (36.1)           | 4 (39)               | 2.5 (36.5)           | −0.9 (30.4)          | −7.8 (18.0)          | −11.3 (11.7)         | −14.6 (5.7)          | −16.1 (3.0)          |
| 平均降水量 mm（）    | 77.3 (3.04)          | 65.1 (2.56)          | 72.3 (2.85)          | 80.7 (3.18)          | 88 (3.5)             | 76.7 (3.02)          | 80.3 (3.16)          | 80.1 (3.15)          | 68.2 (2.69)          | 72.9 (2.87)          | 83.5 (3.29)          | 77.2 (3.04)          | 922.3 (36.31)        |
| 月均日照時數         | 79.1                 | 97.2                 | 137.4                | 138.8                | 177.8                | 169.3                | 219.2                | 242.5                | 183.9                | 122.1                | 82.5                 | 63.2                 | 1,710.7              |
| 来源：infoclimat.fr  |                      |                      |                      |                      |                      |                      |                      |                      |                      |                      |                      |                      |                      |

## 行政区划
布萨克的市镇编号为23031，邮政编号为23600。
在行政管理方面，布萨克隶属于法国新阿基坦大区克勒兹省欧比松区；在地方选举方面，布萨克是布萨克县的中央投票站所在地，其市镇范围全境被划入克勒兹省选区；在社会管理方面，布萨克是克勒兹河汇流市镇公共社区的组成部分。
布萨克市镇范围内暂无城市敏感街区及城市政策优先街区。
法国国家统计与经济研究所（简称）在进行数据统计时，未将布萨克划入任何城市核心区（Unité urbaine）、城市区（Aire urbaine）及城市辐射区（Aire d'attraction）内。此外，还将布萨克市镇整体看作一个“块区”（IRIS），以便于统计人口分布情况。

## 交通

### 公路
克勒兹省省道D11线、D917线和D997线在布萨克境内交汇。新阿基坦大区下属的城际客运提供校车线路，可前往布尔加讷夫及古宗。
| 23 | 83 |

| 10 | 46 |

| 盖雷 | 40 |

| 拉沙特尔 | 36 |

| 蒙吕松 | 36 |

| 多梅拉 | 29 |

| 古宗 | 20 |

| 屈朗 | 29 |

2019年，54.6%的布萨克家庭拥有至少一辆私人汽车。2018年，布萨克境内共发生各类交通事故1起，造成1人受伤。

### 铁路
途径布萨克的尚皮耶-于尔西耶－拉沃弗朗什铁路已于1992年彻底废弃，部分路段尚残存有木枕及轨道等设施。
距离布萨克最近的运营中的客运铁路车站为6公里外的拉沃弗朗什站，该站每天停靠一班往返于利摩日和蒙吕松之间的区域列车。

### 航空
距离布萨克最近的民用航空站为沙托鲁机场，距离布萨克市中心的公路里程约75公里。

### 城市公共交通
截至2023年1月，布萨克暂无城市公共交通系统。

## 政治

### 市政内阁

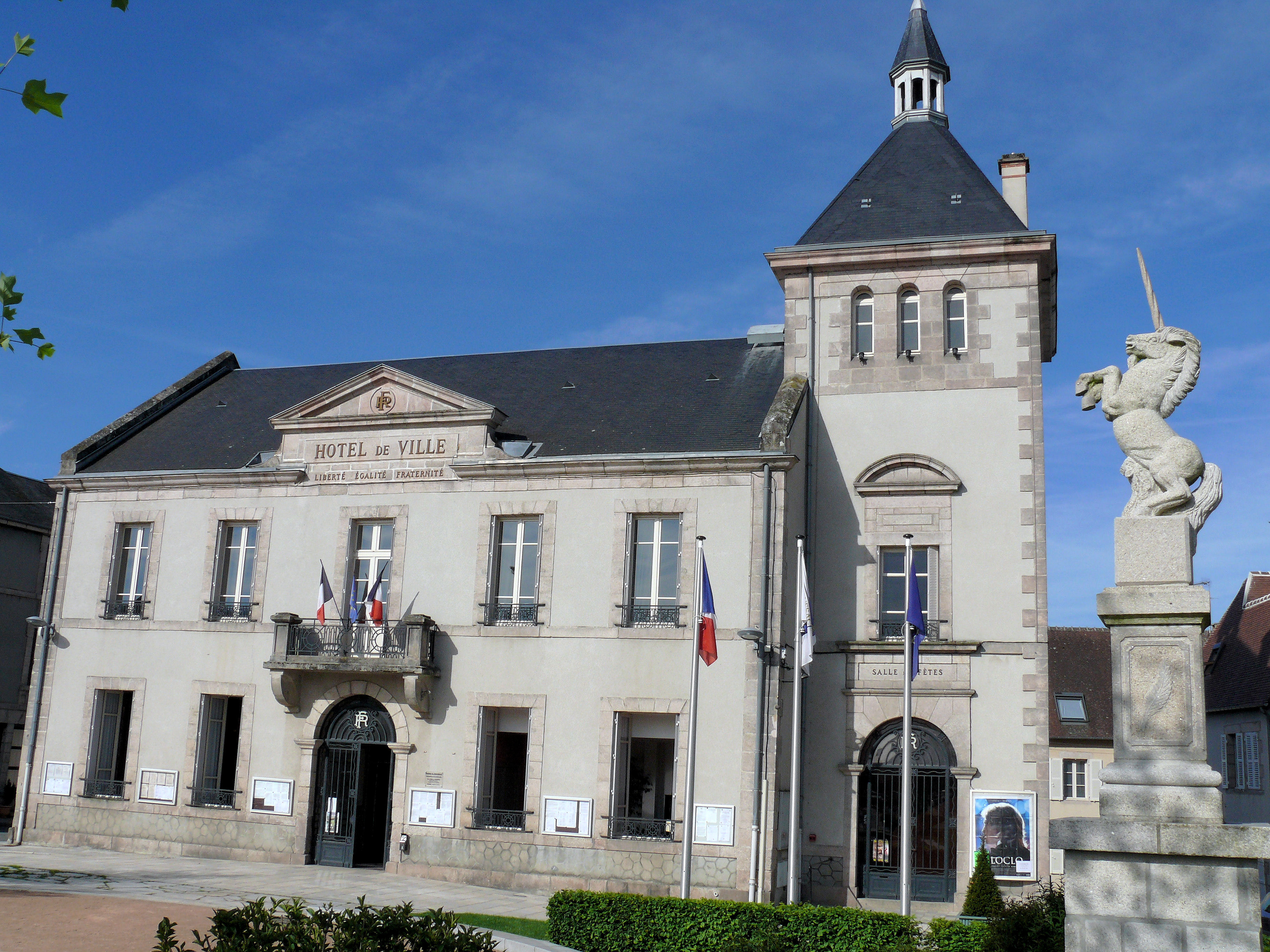
布萨克市政厅

布萨克的现任市长为弗朗克·富隆先生（Franck FOULON），他是一名右翼无党派人士，在2020年的市政选举中获得了100.00%的支持率（无其他候选人）。
| 布萨克历届市长         | 布萨克历届市长                          | 布萨克历届市长                               |
| 任期                   | 市长                                    | 党派                                         |
| ---------------------- | --------------------------------------- | -------------------------------------------- |
| （1989年以前资料暂缺） |                                         |                                              |
| 1989年－2008年         | Jean-Claude DEVILARD 让-克洛德·德维拉尔 | PS社会党                                     |
| 2008年－               | Franck FOULON 弗朗克·富隆               | UMP人民运动联盟 →LR共和黨 →DVD右翼无党派人士 |

### 各级选举
| 布萨克历届投票选举结果 | 布萨克历届投票选举结果 | 布萨克历届投票选举结果 | 布萨克历届投票选举结果 | 布萨克历届投票选举结果        | 布萨克历届投票选举结果 | 布萨克历届投票选举结果 | 布萨克历届投票选举结果        | 布萨克历届投票选举结果 | 布萨克历届投票选举结果 |
| 选举项目               | 选举范围               | 选区单位               | 选区单位内的选举结果   | 选区单位内的选举结果          | 选区单位内的选举结果   | 选区单位内的选举结果   | 选区单位内的选举结果          | 选区单位内的选举结果   | 参考资料               |
| 选举项目               | 选举范围               | 选区单位               | 第一轮胜出者           | 第一轮胜出者                  | 支持率                 | 第二轮胜出者           | 第二轮胜出者                  | 支持率                 | 参考资料               |
| ---------------------- | ---------------------- | ---------------------- | ---------------------- | ----------------------------- | ---------------------- | ---------------------- | ----------------------------- | ---------------------- | ---------------------- |
| 2017年法國總統選舉     | 法國                   | 市镇                   |                        | 埃马纽埃尔·马克龙             | 23.18%                 |                        | 埃马纽埃尔·马克龙             | 67.18%                 | [ 20 ]                 |
| 2017年法国立法选举     | 克勒兹省选区           | 市镇                   |                        | 让-巴蒂斯特·莫罗              | 31.79%                 |                        | 让-巴蒂斯特·莫罗              | 54.95%                 | [ 20 ]                 |
| 2019年欧洲议会选举     | 法國                   | 市镇                   |                        | 若尔当·巴尔代拉               | 21.43%                 | （不适用）             | （不适用）                    | （不适用）             | [ 22 ]                 |
| 2021年法国省级选举     | 克勒兹省               | 县                     |                        | 弗朗克·富隆 卡特里娜·格拉沃龙 | 48.81%                 |                        | 弗朗克·富隆 卡特里娜·格拉沃龙 | 57.82%                 | [ 23 ]                 |
| 2021年法国省级选举     | 克勒兹省               | 市镇                   |                        | 弗朗克·富隆 卡特里娜·格拉沃龙 | 59.37%                 |                        | 弗朗克·富隆 卡特里娜·格拉沃龙 | 68.56%                 | [ 23 ]                 |
| 2021年法国大区选举     |                        | 市镇                   |                        | 阿兰·鲁塞                     | 29.5%                  |                        | 阿兰·鲁塞                     | 36.9%                  | [ 24 ]                 |
| 2022年法国总统选举     | 法國                   | 市镇                   |                        | 埃马纽埃尔·马克龙             | 29.17%                 |                        | 埃马纽埃尔·马克龙             | 54.49%                 | [ 20 ]                 |
| 2022年法国立法选举     | 克勒兹省选区           | 市镇                   |                        | 让-巴蒂斯特·莫罗              | 27.88%                 |                        | 让-巴蒂斯特·莫罗              | 52.6%                  | [ 20 ]                 |

## 人口
2019年，布萨克市镇人口数量为1,249，在法国排名第8,187位。其中男性542人，女性707人，75岁及以上人口占22.4%，外籍人口数量为16人，人口密度为844人/平方公里，当地居民被称为（男性）或（女性）。2020年，布萨克境内出生4人，死亡人口37人。
| 布萨克1901年－2020年人口变化情况 |
|                                  |
| 数据来源：Cassini、INSEE         |

## 经济

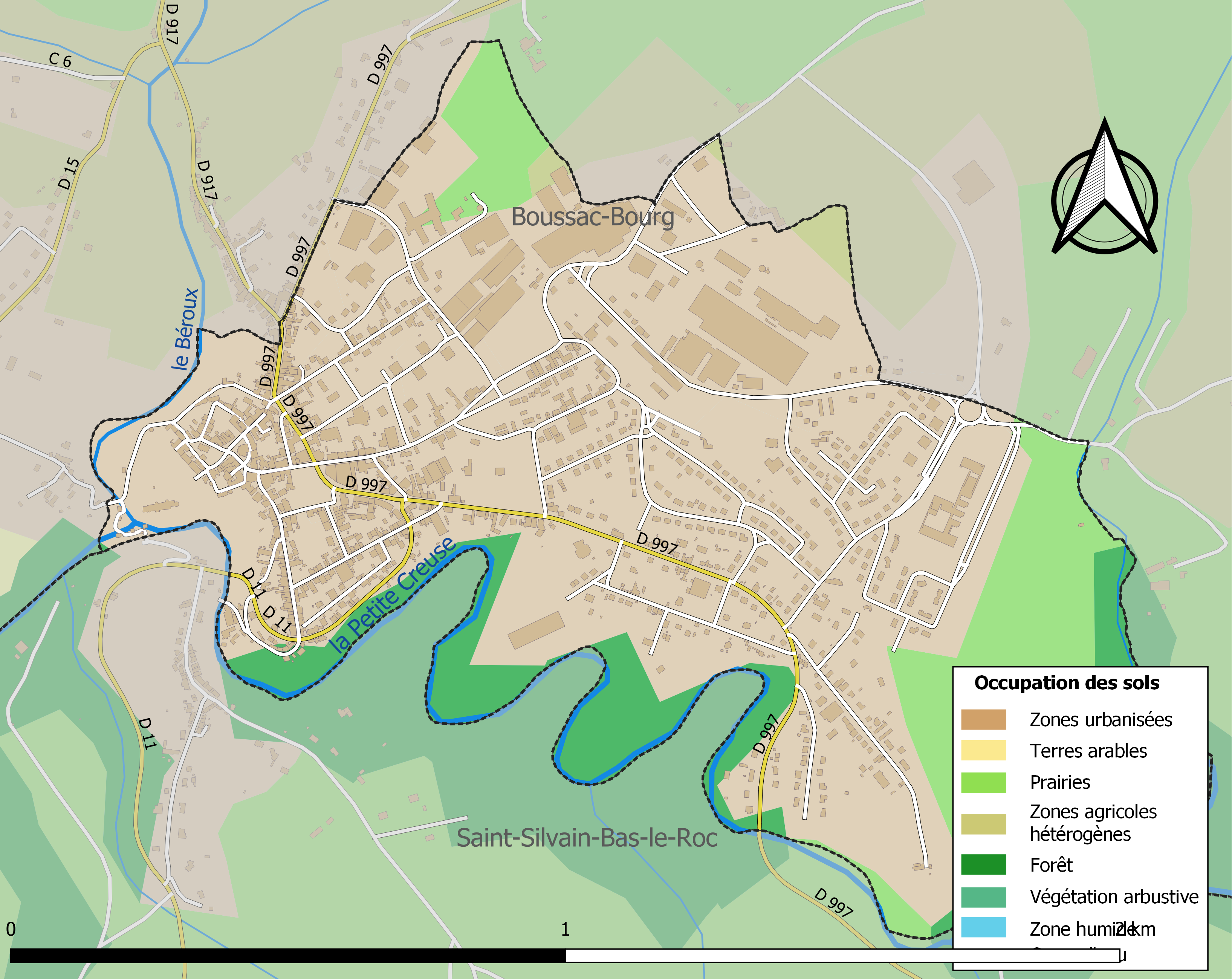
布萨克土地利用情况地图

布萨克是一个区域性的中心市镇。截止2023年1月，布萨克市镇范围内共有各类用人单位（包含自雇）272家，平均历史为21年，其中99.28%为中小型企业（PME），2022年11月至2023年1月间，当地的经济活力指数为0。Dagard是当地2020年营业额最高的企业，达60,475,900欧元。

## 财政与居民收入
2021年，布萨克的财政收入总额为1,645,520欧元，财政支出总额为1,307,140欧元，当年的债务总额为2,402,730欧元。2021年，布萨克市镇共获得182,084欧元的国家财政补助，比上一年增加了2.36%。
2020年，布萨克的人均月收入总额为1,491欧元，低于法国平均水平（2,303欧元）。
2019年，布萨克境内的青壮年（15至64岁）失业率为14.9%，当地39.1%的家庭拥有纳税资格，平均纳税1,177欧元，低于法国平均水平（3,910欧元）。

## 社会事务

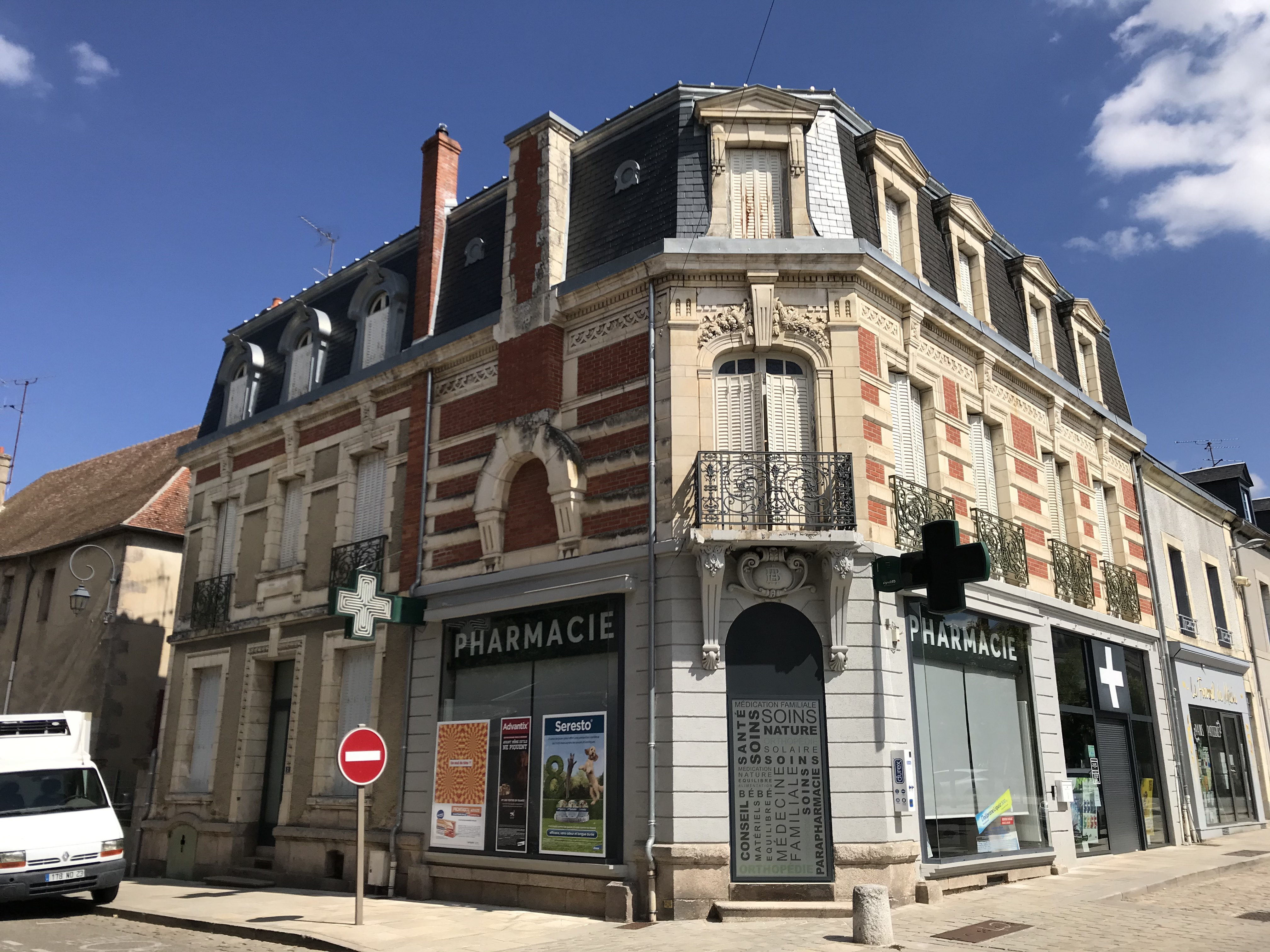
布萨克镇中心的一处药房

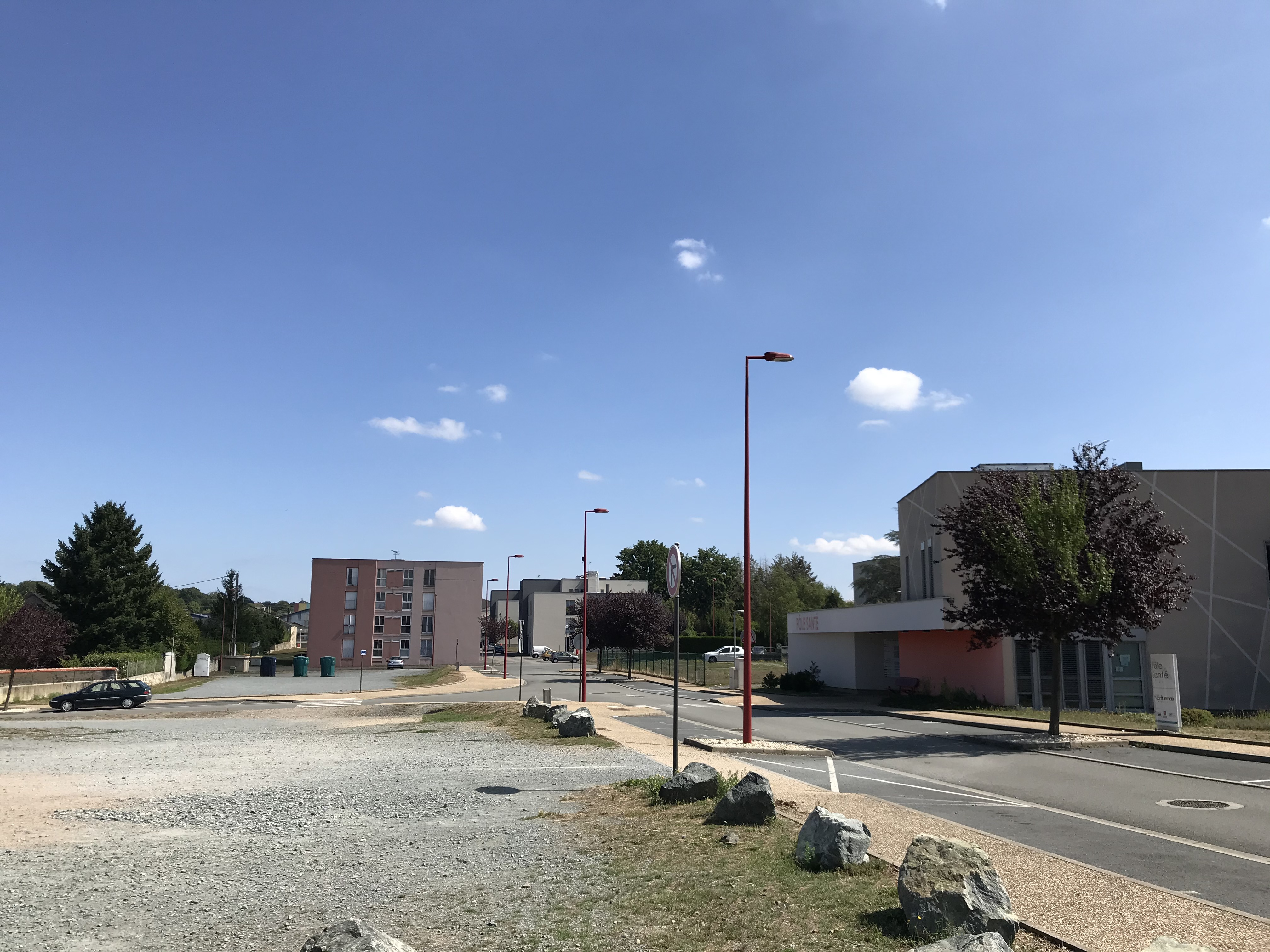
布萨克的一处现代公寓楼

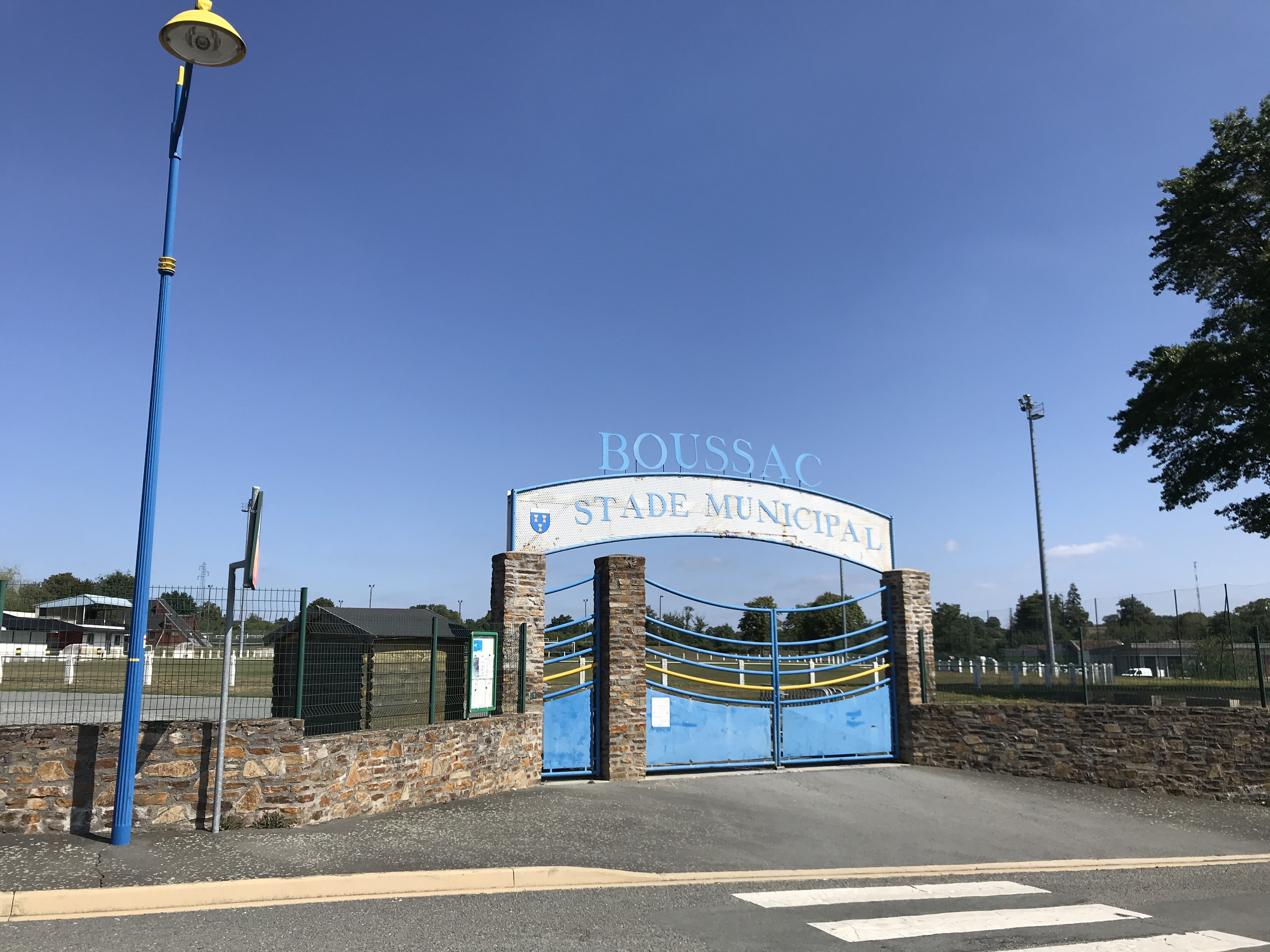
布萨克市政球场

### 教育
布萨克属于利摩日学区。截止2021年1月1日，布萨克境内共有1所幼儿园、1所小学和1所初级中学。2018至2019学年度，布萨克境内共有在校中等教育阶段学生163名。

### 医疗
截止2021年1月1日，布萨克境内共有全科医生5名、保健师4名、牙医1名和护士15名。境内共有药房2家。
距离布萨克最近的区域性医疗机构为蒙吕松-内里莱班中心医院（Centre Hospitalier de Montluçon - Néris les Bains），其主病区位于蒙吕松市区，距离布萨克市区的正常车程大约38分钟，该院设有床位396个，是当地规模最大的公立综合性医院。

### 住房
2019年，布萨克境内共有各类住房930套，其中64.9%为独立式居民区，34.8%为集中式居民区。常住房屋占布萨克市镇范围内居民建筑总量的71.9%。
在住房保障政策方面，2021年，布萨克境内共有179户家庭获得了住房经济补助，受益人数占总人口数量的14.3%，其中174份为房租补助。

### 商业
2021年，布萨克境内共有各类实体商铺52家，其中餐厅6家、大型超市2家、面包房2家、肉铺2家、银行门店2家、美容美发店5家、汽车维修店3家。布萨克镇中心建有卡西诺及家乐福便民超市。

### 体育
2021年，布萨克境内共有2间体育馆。
截至2023年1月，布萨克境内共有两家注册足球俱乐部。布萨克体育俱乐部（CS Boussac，编号507048）是当地的代表性足球队，其主队2022至2023赛季参加新阿基坦大区足球联赛乙组（法国第七级别），其主场为市政球场（Stade Municipal）。

### 环境
布萨克的环境事务由其所属的克勒兹河汇流市镇公共社区联合各级政府协调负责。2021年，布萨克境内暂无污染企业。

### 治安
2021年，布萨克市镇范围内有1处宪兵队。
布萨克及其附近的共129个市镇是盖雷国家宪兵队（zone gendarmerie de Guéret）的管辖范围。2020年，该宪兵队累计记录各类案件1,648起，其中盗窃类案件729起，经济类案件250起，毒品交易类案件76起。

## 文化
2021年，布萨克境内暂无任何文化设施。布萨克境内建有市政图书馆，每周一至六向公众开放。

### 建筑
布萨克境内有多处历史建筑，其中布萨克城堡、转塔楼（Maison à tourelles de Boussac）等为法国国家文物保护单位，镇中心的圣安娜教堂（Église Sainte-Anne de Boussac）是当地的地标性建筑物。

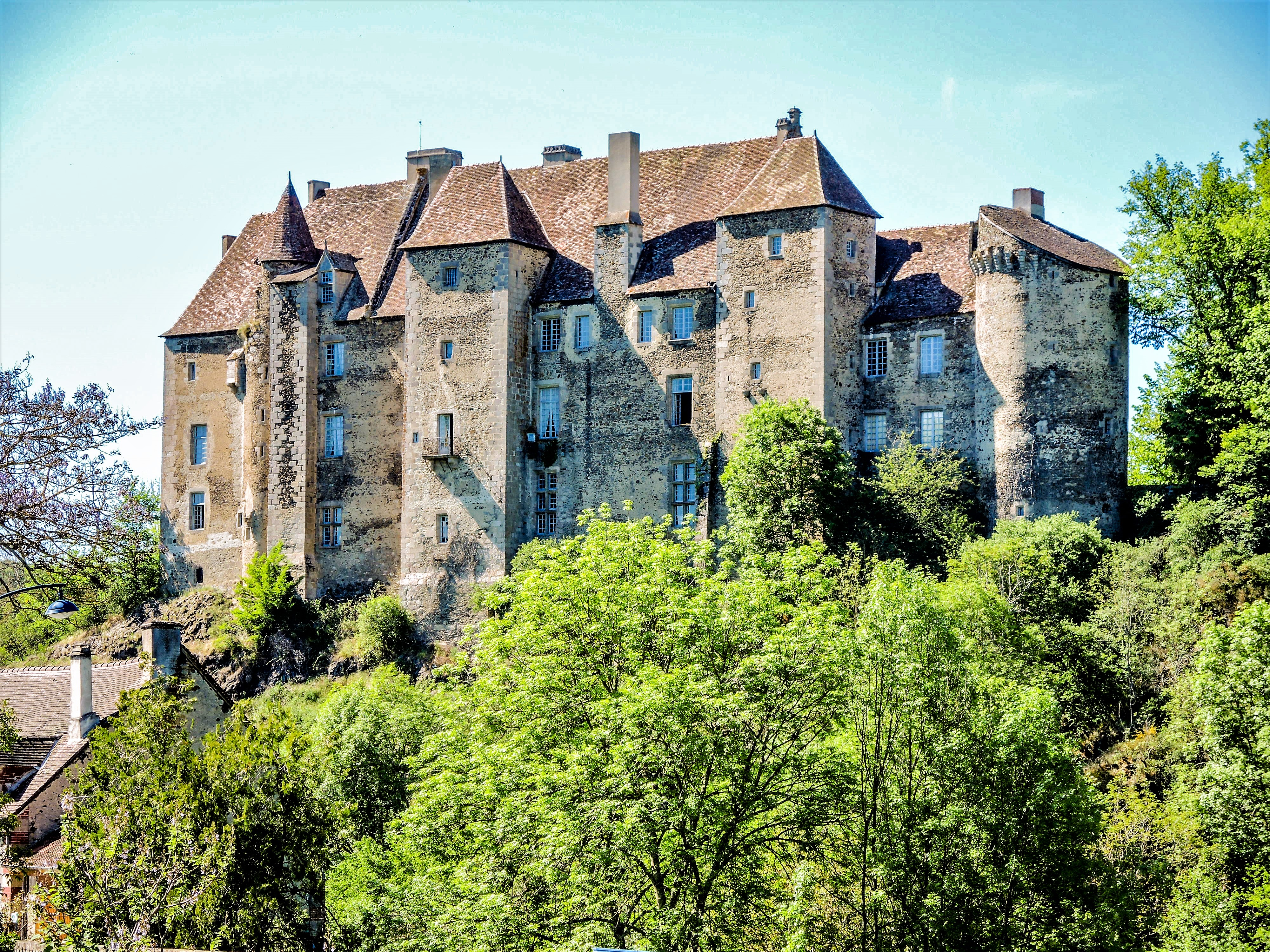
布萨克城堡
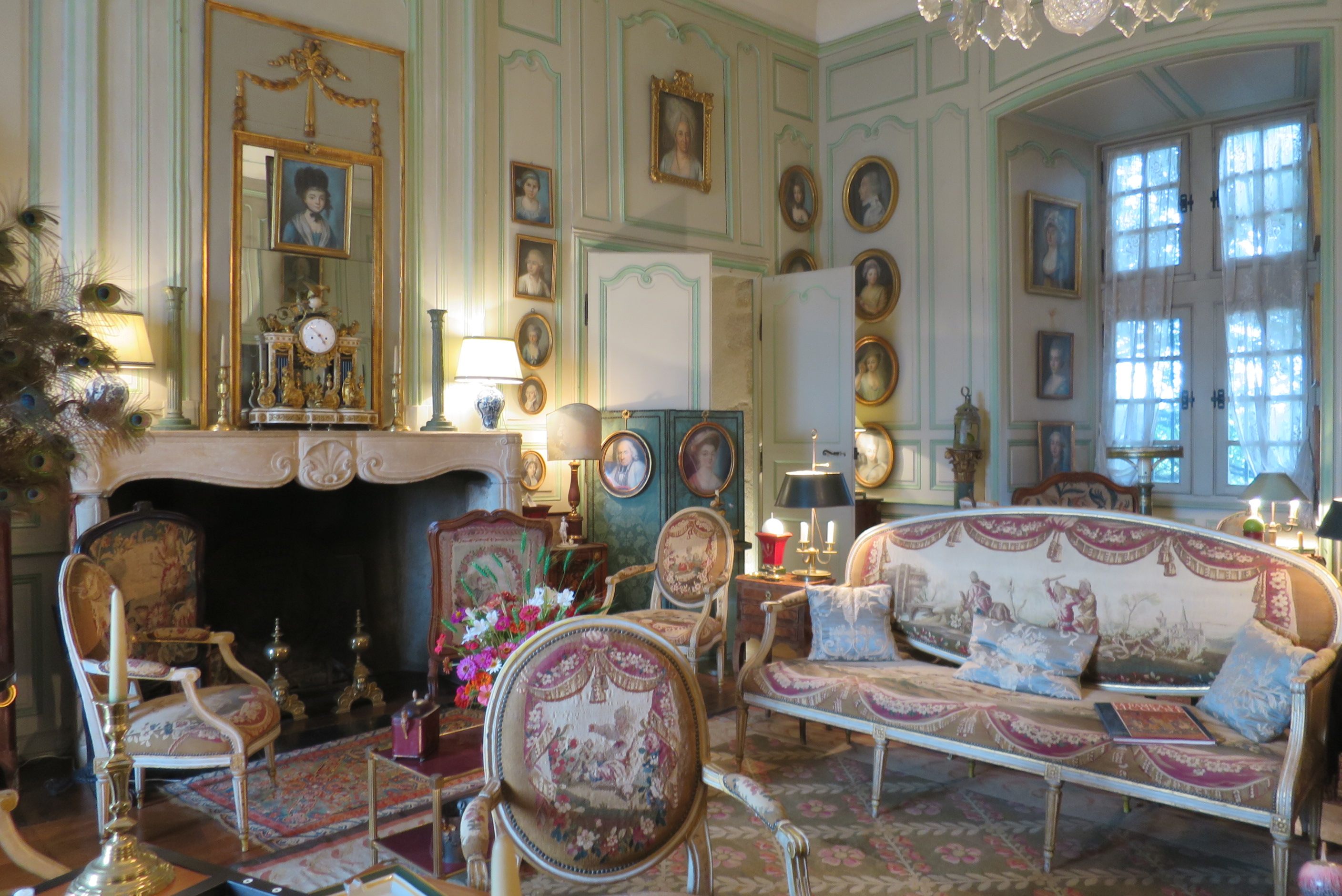
城堡大堂内饰
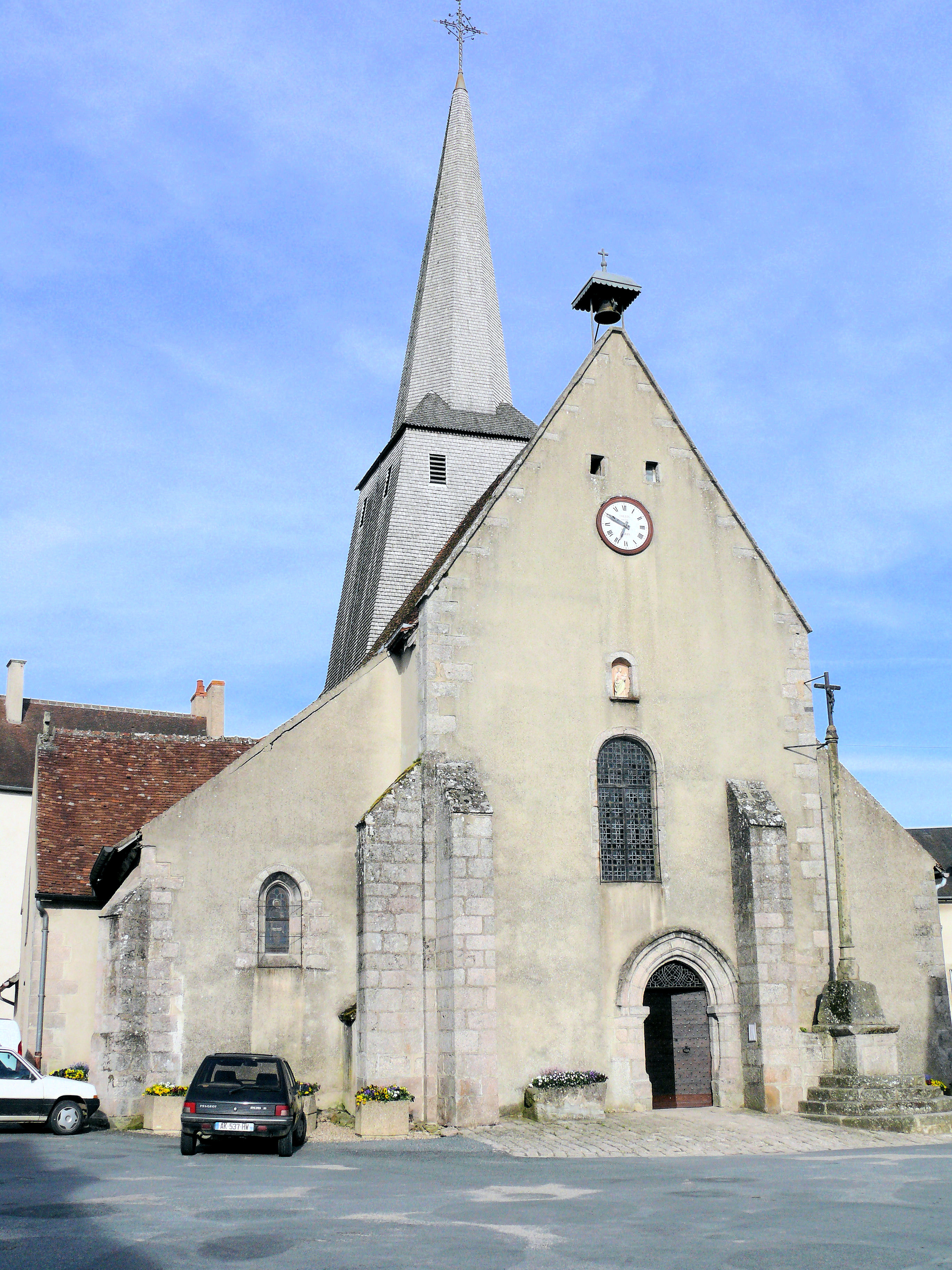
圣安娜教堂
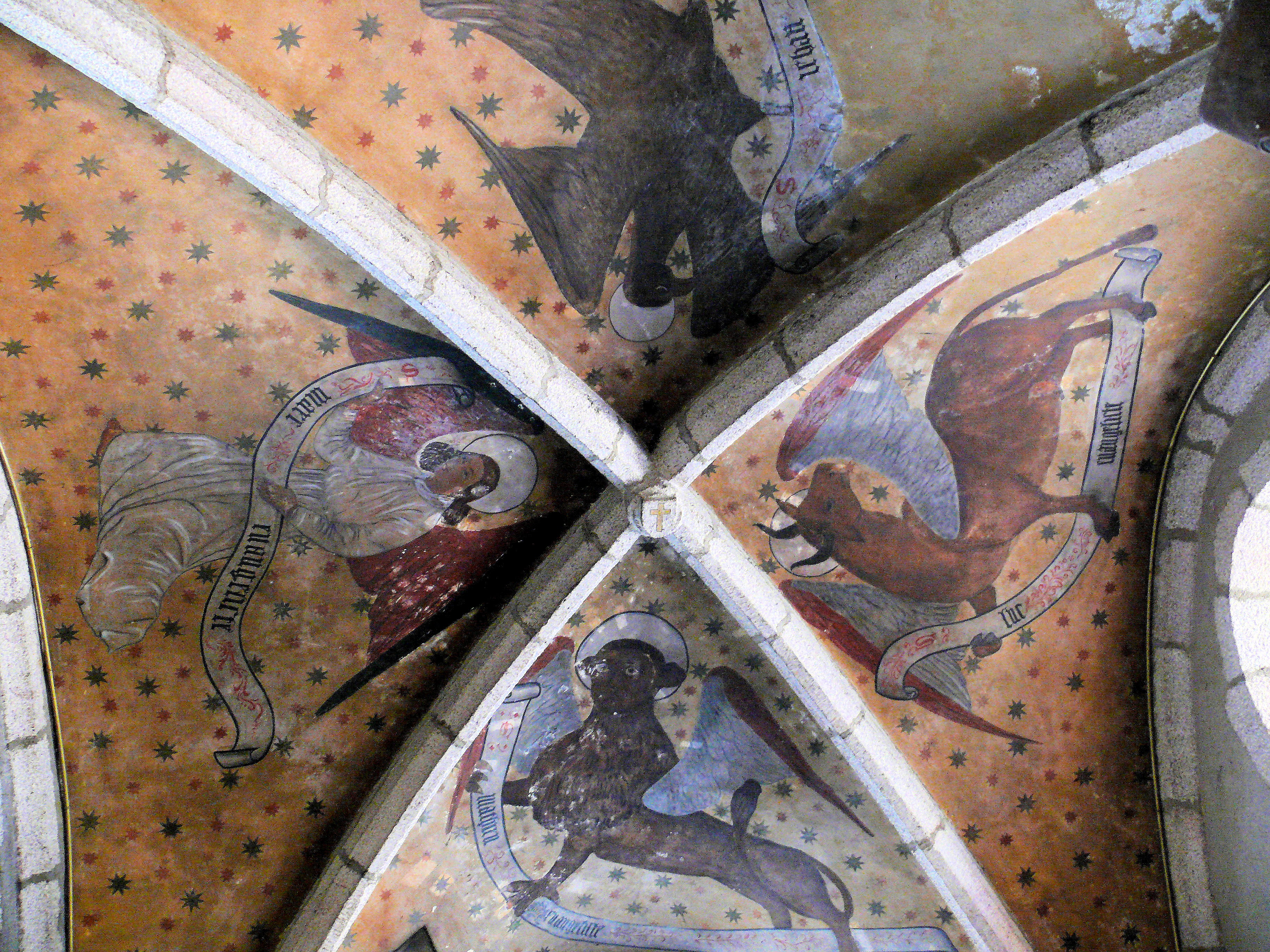
教堂拱顶
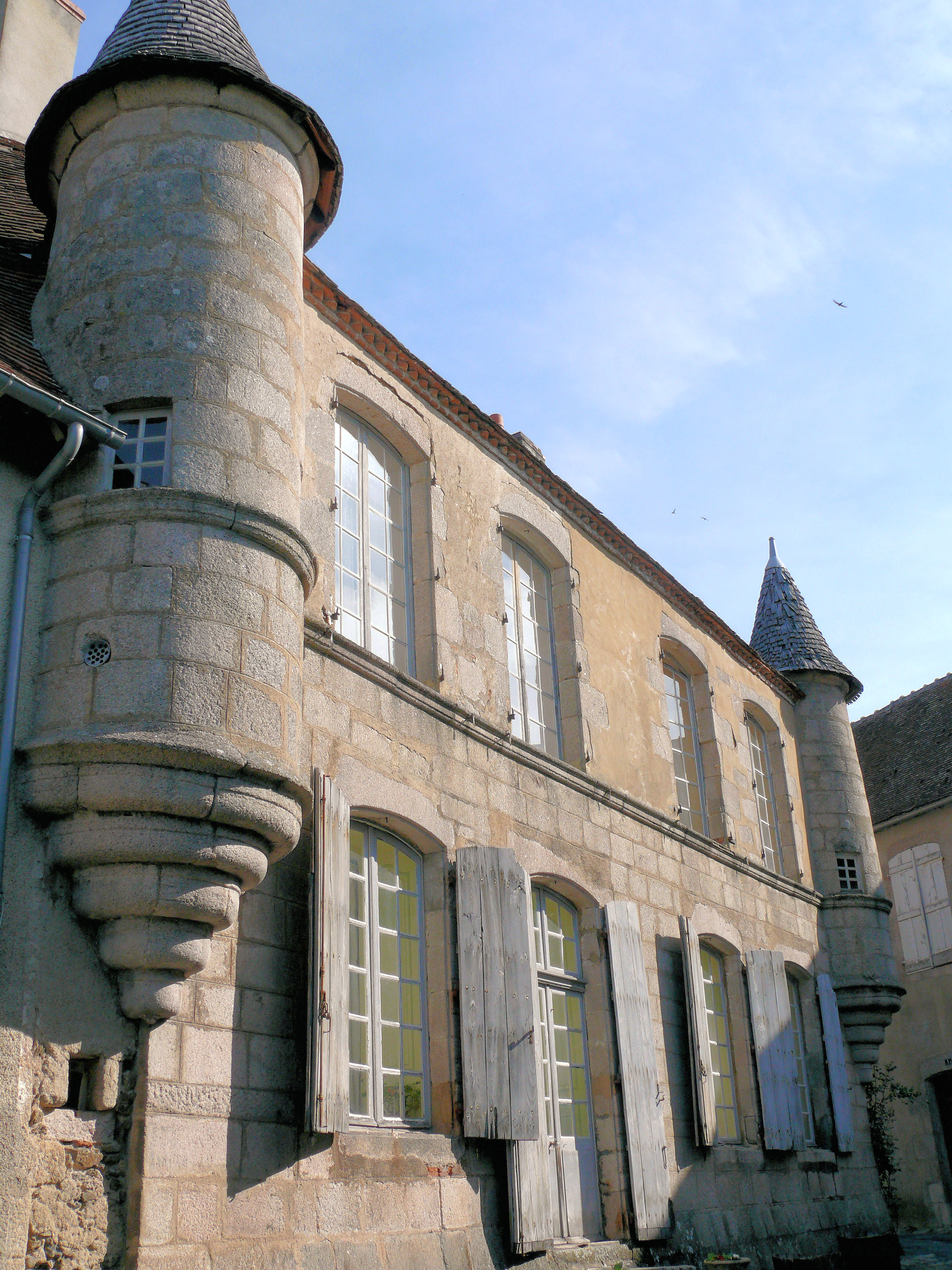
转塔楼
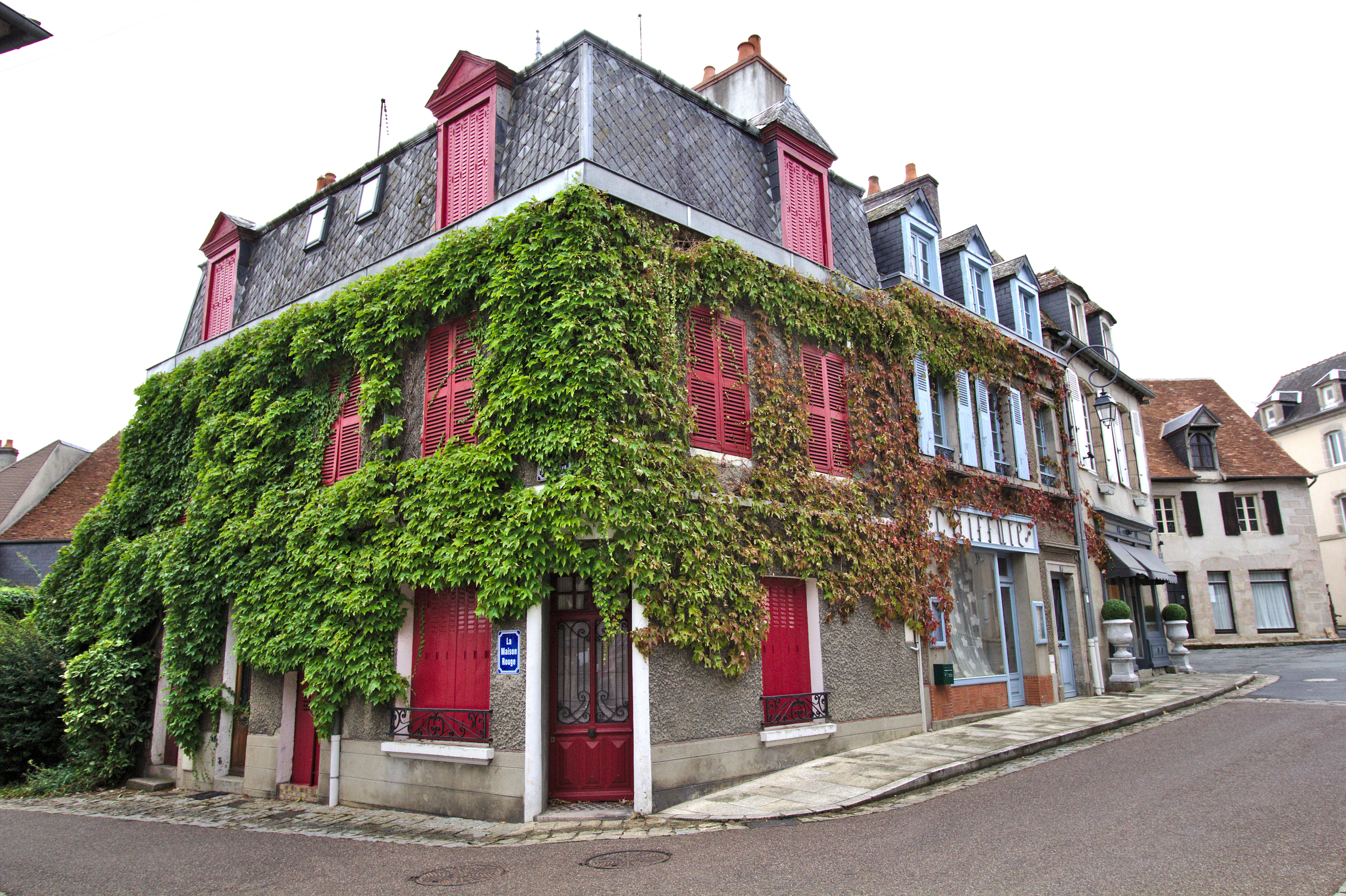
红楼
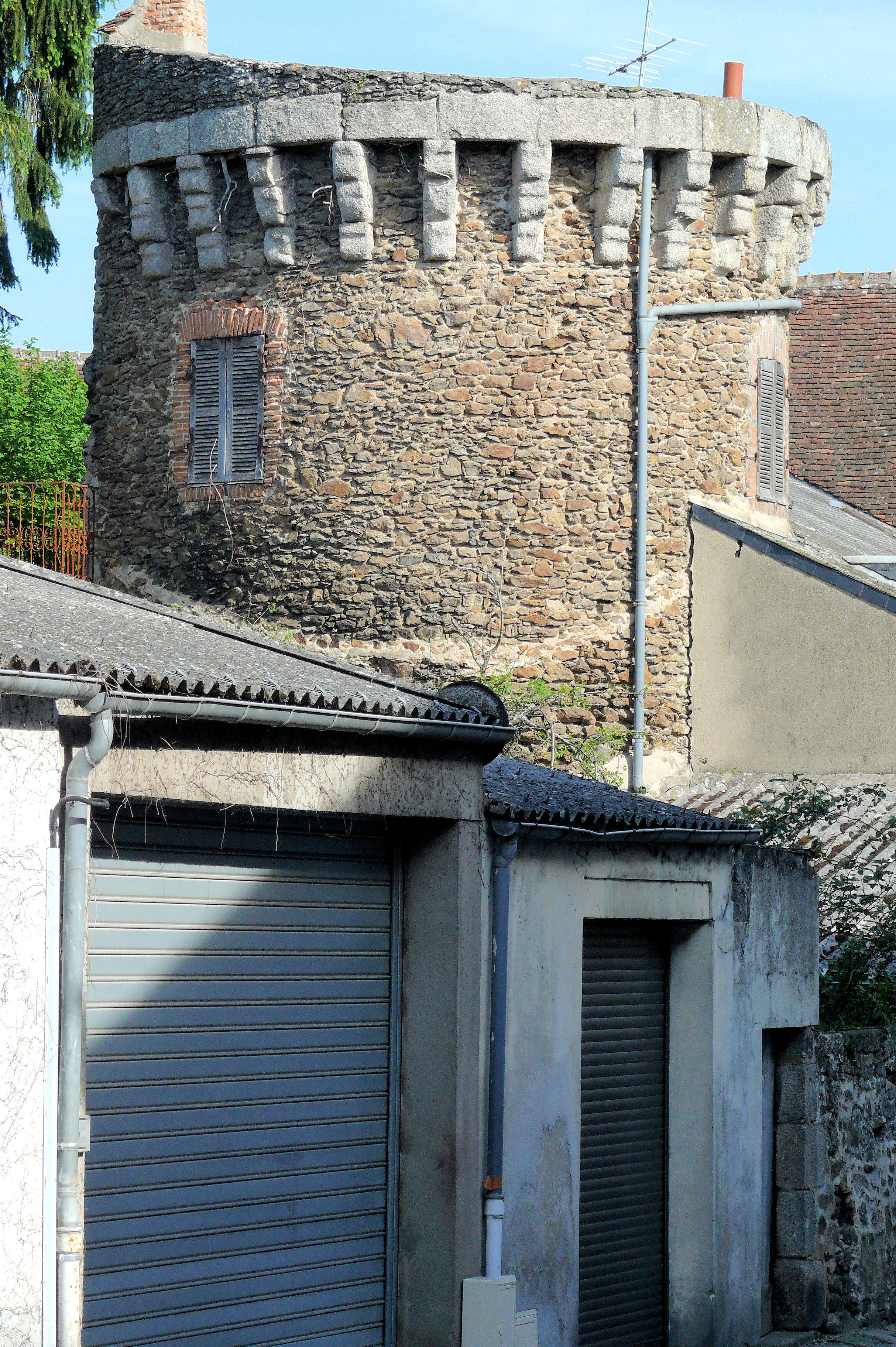
城墙塔

### 旅游
布萨克的旅游事务由其所属的克勒兹河汇流市镇公共社区负责。2022年，布萨克境内共有1家酒店共计10间房间。

### 媒体
法国主要的媒体均可在布萨克接收，法国电视三台下属的新阿基坦大区频道在部分时段播出布萨克所属区域的地方新闻。《山地报》、《中央人民报》、云雀广播、蓝色法兰西克勒兹广播等是当地主要的地方性媒体。

## 相关人物
法国哲学家及政治家皮埃尔·勒鲁曾在19世纪中期担任布萨克市长职务。

## 友好城市
截至2023年1月，布萨克暂未建立任何友好城市关系。